# Лібертаріанці
Лібертаріанці (норв. Liberalistene, нюн. Liberalistane, англ. Capitalist Party) — норвезька лібертаріанська політична партія, заснована в 2014 році.

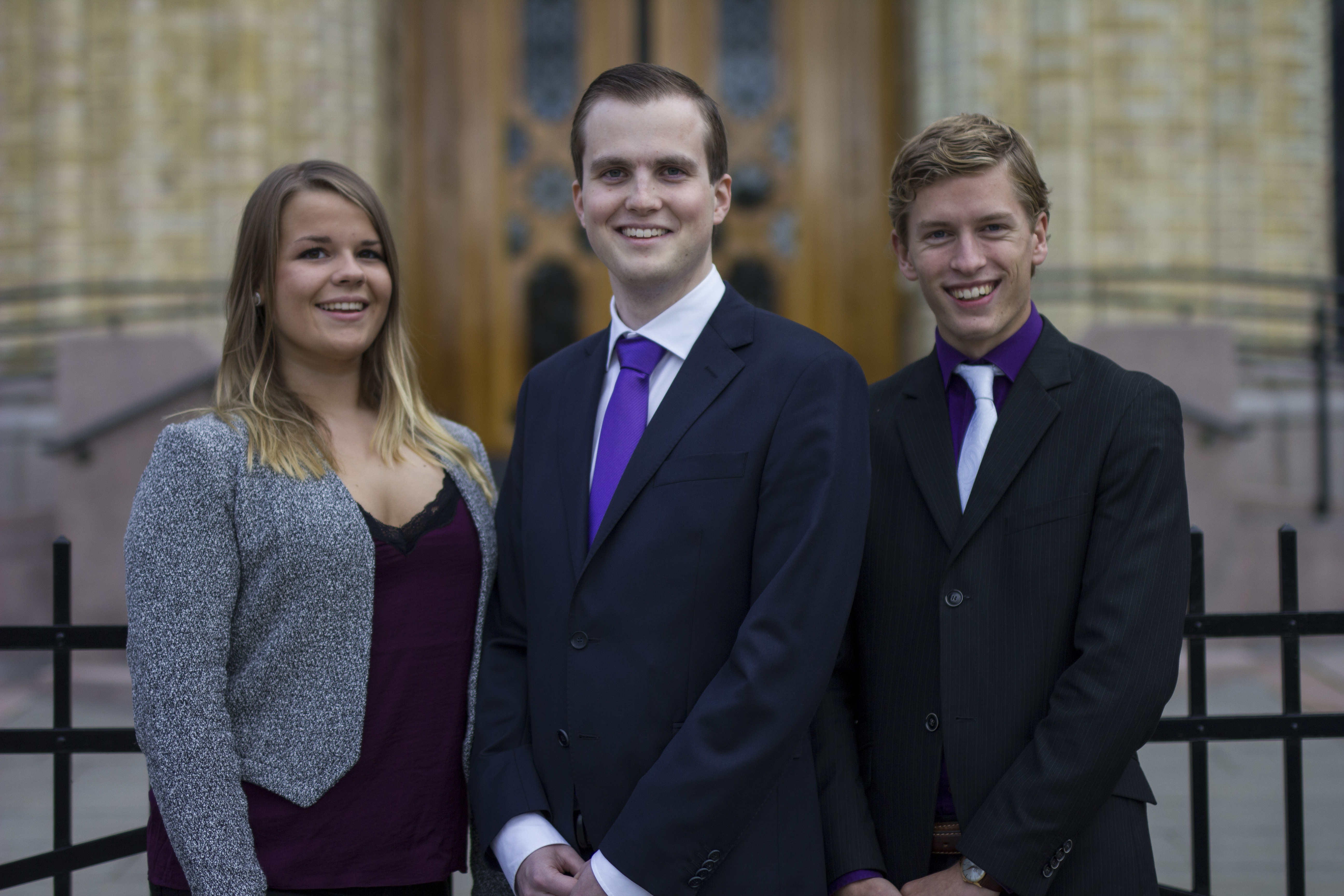
Перший склад керівництва партії перед будівлею парламенту

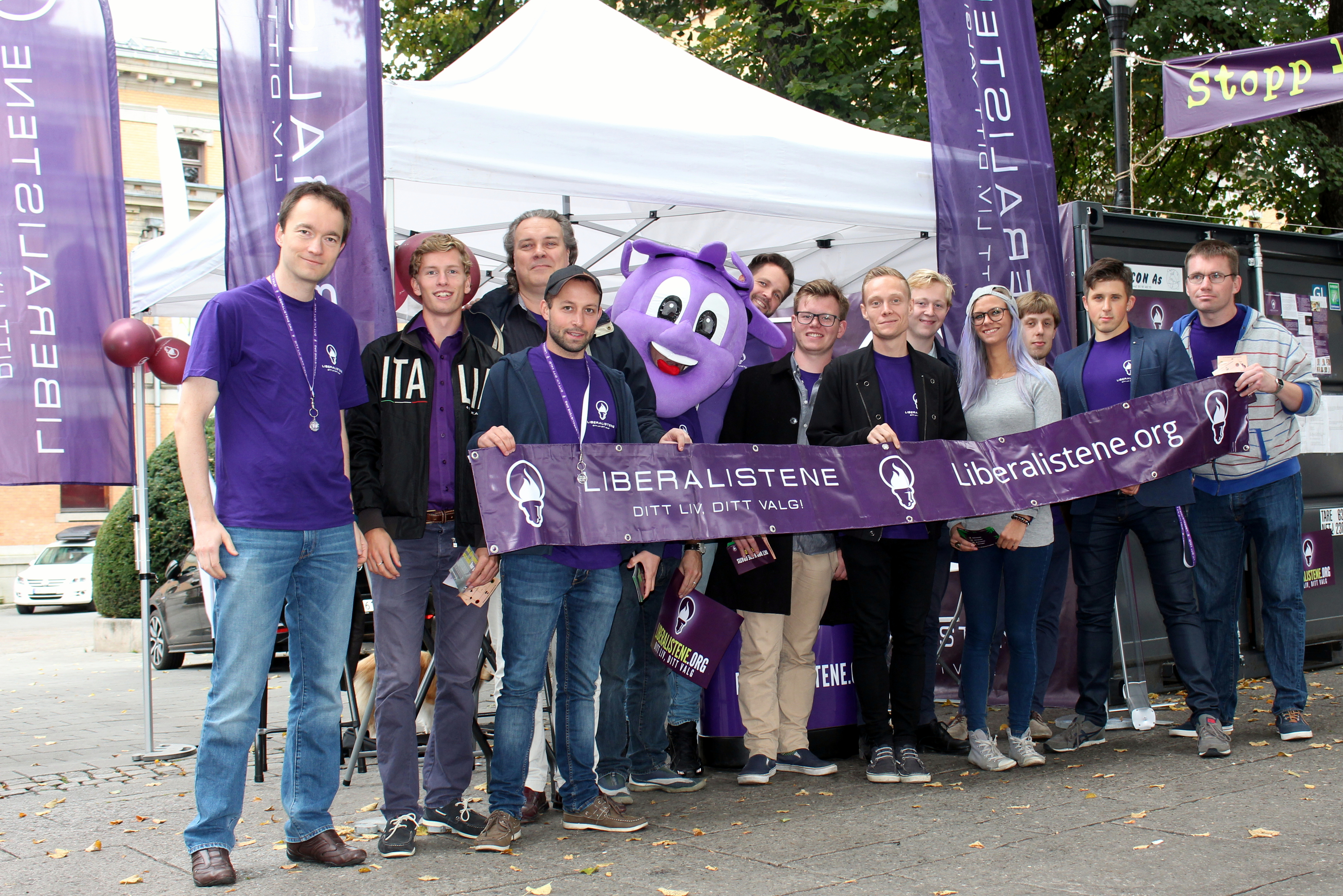
Члени й маскот Лібертініус на Вулиці Карла-Юхана

Партія має молодіжне крило Ліберальна молодь (норв. Liberalistisk Ungdom), засноване в 2004 році.
Партія взяла участь в місцевих парламентських виборах в Осло в 2015 році. Офіційно була зареєстрована 2016 року, що дало їй право на участь в національних  виборах в Парламент Королівства Норвегії, які відбулися в 2017 році. На виборах партія набрала 0,2% голосів і не отримала мандатів.